# 이소미
이소미(1984년 6월 19일 ~ )는 대한민국의 배우 겸 가수이다.

## 학력
- 대경대학교 모델학과

## 연기 활동

### 드라마
- 2005년 SBS 월화드라마 《패션 70's》
- 2005년 SBS 주말 특별기획 《온리 유》

### 뮤직비디오
- 2016년 이소미 - 고마워

## 음반
- 2016년 고마워